# 奧特尼 (喬治亞州)
奧特尼（英語：Autney）是位於美國喬治亞州麥克達菲縣的一個非建制地區。該地的面積和人口皆未知。

## 地理
奧特尼的座標為33°20′51″N 82°26′20″W / 33.34750°N 82.43889°W，而該地的平均海拔高度為125米（即410英尺）。